# District de Mansa
Le district de Mansa est un district de Zambie, situé dans la Province de Luapula. Sa capitale se situe à Mansa. Selon le recensement zambien de 2000, le district a une population de 179 749 personnes.